# 월과

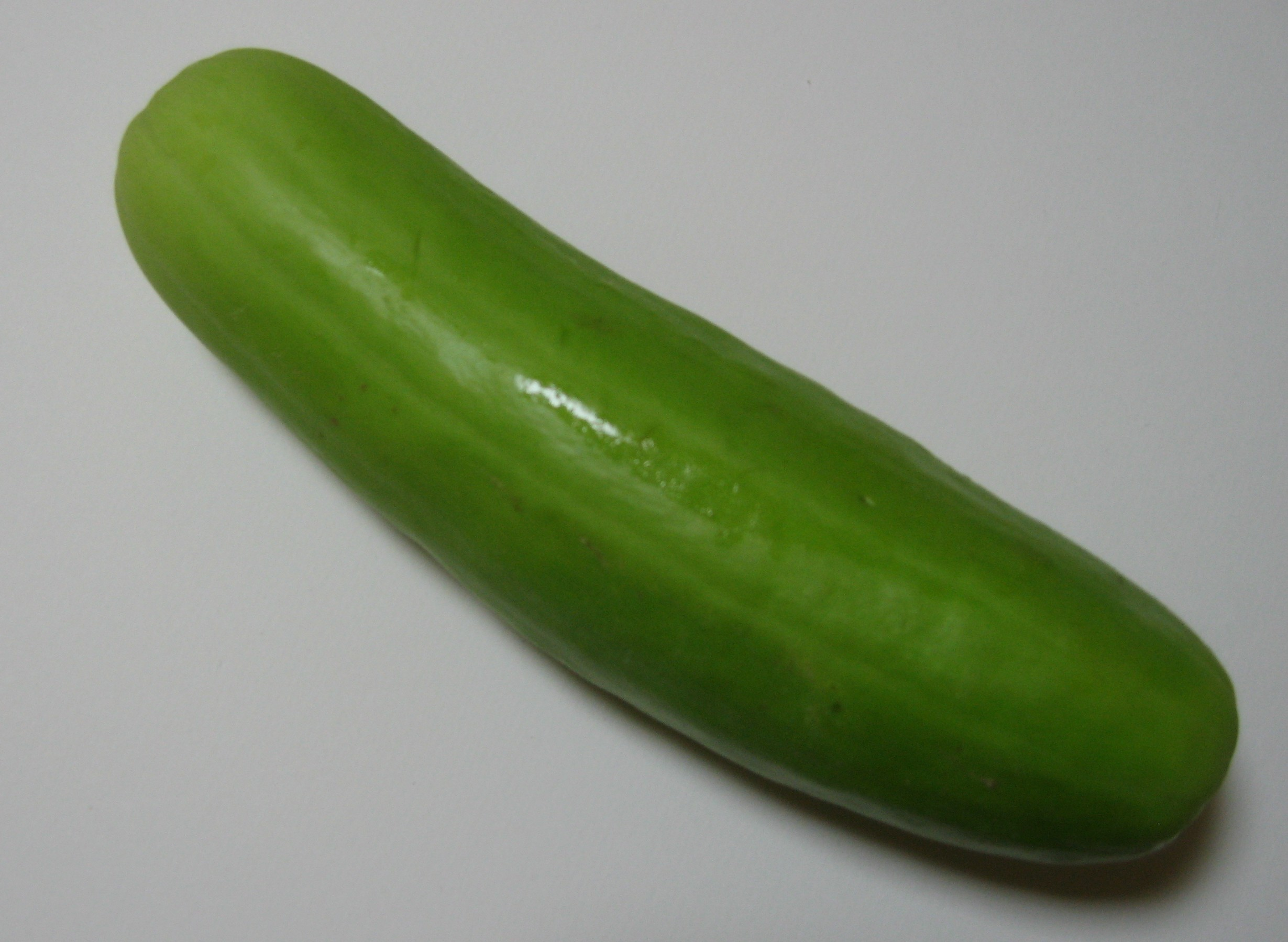
월과

월과(越瓜; Oriental pickling melon)는 멜론의 재배품종이다. 채과(菜瓜)라고도 부른다.

## 같이 보기
- 월과채
- 울외장아찌